# Abala
Abala – wioska gminna w zachodnim Nigrze, w regionie Tillabéri, w pobliżu rzeki Dallol Bosso. W 2012 roku liczyła ponad 11 tys. mieszkańców. Gmina obejmuje 75,8 tys. mieszkańców.